# Robert Southey
Robert Southey (Bristol, Gloucestershire; 12 de agosto de 1774-Keswick, Cumberland; 21 de marzo de 1843) fue un poeta inglés de la primera generación romántica, uno de los llamados lakistas, además de biógrafo, historiador, hispanista, traductor políglota y poeta laureado. Aunque su fama tiende a quedar eclipsada por sus amigos William Wordsworth y Samuel Taylor Coleridge, sus versos disfrutan aún de popularidad y sus biografías, en particular las de John Bunyan y John Wesley, todavía se leen con provecho e interés.

## Vida
Nació en Bristol, hijo del comerciante de tejidos Thomas Southey y de Margaret Hill, pero pasó gran parte de su infancia al cuidado de su tía, Elizabeth Tyler. Resultó de inteligencia superdotada y aprendió a leer muy joven; a los quince años ya empezó a componer ambiciosos poemas heroicos o epopeyas. De modo que fue enviado a la Westminster School de Londres, donde se hizo notar por su rebeldía y sus ruidosas protestas contra los castigos corporales, por ejemplo la flagelación, habitual como procedimiento correctivo escolar inglés entonces. Aceptado en el Balliol College de Oxford, en vez de hacer los trabajos de clase, se pasó todo el tiempo leyendo literatura alemana y francesa, amargando a su familia, la cual habría esperado de él que se convirtiera en médico, así que salió de tan famosa institución educativa sin un título. De su tiempo en Oxford, en que quedó entusiasmado con las ideas de la Revolución francesa, Southey diría más tarde: "Todo lo que aprendí fue un poco de natación... y un poco de remo". Pero allí amistó con el poeta Samuel Taylor Coleridge y publicaron a dos manos su primera colección de poemas en 1794. Ese mismo año, junto a Coleridge y algunos otros, discutieron la posibilidad de fundar una comunidad utópica "pantisocrátrica" en el río Susquehanna (Pensilvania, Estados Unidos); vieron que era más factible instalarla en Gales y, finalmente, Southey fue el primero del grupo en rechazar la idea por inviable. Southey y Coleridge se casaron con dos hermanas y en 1803 se trasladaron a vivir en el Distrito de los Lagos. Entre 1795 y 1800 Southey viajó a Portugal tres veces, residiendo largo tiempo en el país para componer una Historia de Portugal que dejó inconclusa y de la que solo se publicaría una parte, la Historia de Brasil (1822).
De vasta cultura y profunda inteligencia, era políglota y realizó viajes por España, Portugal y Escocia. Aunque en su juventud fue un entusiasta de los ideales de la Revolución francesa, pronto se convirtió en un moderado tory, pero nada fanático: condenaba el abusivo trabajo infantil propiciado por el incipiente capitalismo de la revolución industrial y simpatizaba con los intentos reformistas del moderado socialista utópico John Owen. Además aprobaba y apoyaba una educación gratuita universal. Estas contradicciones lo volvieron diana fácil para sus rivales de la segunda generación romántica, por ejemplo William Hazlitt y Lord Byron. Este último parodió algunos de sus versos en la dedicatoria de su Don Juan y más extensamente en The Vision of Judgment ("La visión del Juicio"), parodia de un poema del mismo título que Southey había dedicado a ensalzar al rey Jorge III. Además sus enemigos republicaron, para avergonzarlo entre los tories, los tres actos dialogados en verso de una obra muy jacobina escrita en su juventud, Wat Tyler (1794), y Southey contraatacó con un largo ensayo sobre los poetas románticos que lo denostaban y que significativamente tituló Satanic School ("Escuela satanista"); sin nombrarlos de forma expresa, se los define por su orgullo desmedido y su rebeldía prometeica, y se colige que son principalmente lord Byron, P. B. Shelley e incluso John Keats.
Su poesía es muy variada e incluye églogas, sonetos, visiones y poemas de circunstancias o dedicatorios. Como hispanófilo / hispanista y lusista, tradujo no pocas obras del español y el portugués y escribió libros de viaje y también de historia sobre Portugal y Brasil y sobre la Guerra de la Independencia de España, además de usar con frecuencia temas literarios hispánicos en sus obras. En 1799 publicó sus Cartas escritas durante una corta residencia en España y Portugal y vertió al inglés nada menos que el Amadís de Gaula (1803), el Palmerín de Inglaterra (1807) y El Cid (1808). Además se molestó en escribir, en tres volúmenes, una profunda Historia de la Guerra Peninsular (1823-1832) y la novela histórica La expedición de Ursúa y los crímenes de Aguirre (1821), sobre las figuras históricas de los conquistadores Pedro de Ursúa y Lope de Aguirre. Inspirado en la leyenda del rey visigodo don Rodrigo está su poema heroico Roderick, the Last of the Goths (1814); por demás, este género lo fascinó tanto que compuso además otras muchas epopeyas exóticas, como Joan of Arc / Juana de Arco (1795), Thalaba the Destroyer (1801) y las no poco extrañas Madoc (1805) y Curse of Kehama (1810). 
Entre sus biografías destacan las Vidas de Nelson (1813), de Wesley (1820), de Cromwell (1821), Tomás Moro (1829), John Bunyan (1830) y del poeta William Cowper (1833). También escribió la de los almirantes ingleses (1833).
De su interés por las narraciones medievales da fe su traducción de algunas sagas islandesas: Icelandic poetry or The Edda of Sæmund (1797), que realizó con ayuda de Amos Simon Cottle.
La esposa de Southey, Edith, era hermana de la de Coleridge. Los Southey se establecieron en Greta Hall, Keswick, Cumbria, en el Lake District, viviendo de los ingresos que proporcionaban el constante trabajo literario de Southey, por lo cual su obra llegó a alcanzar una extensión importante, volviéndose un auténtico esclavo de los libreros, para los cuales tuvo que realizar traducciones y las diversas otras tareas de un hombre de letras. Además, Southey había escrito en 1807 unas Letters from England / Cartas de Inglaterra en las que analizaba su patria bajo los ojos de un caballero español, y en noviembre de 1811 le envió un ejemplar a su amigo José María Blanco White animándolo así a que escribiera él también, como en efecto hizo, unas Cartas de España (1822).
Desde 1809, publicó además para el Quarterly Review, y en 1813 era ya tan conocido que fue nombrado poeta laureado. Esta condición la discutían ya sus contemporáneos; sin embargo, ni uno solo, ni siquiera sus enemigos Hazlitt y Byron, dejaron de alabar su espléndida prosa: fue uno de los más elegantes estilistas de la prosa inglesa del XIX.
En 1819, a través de un amigo mutuo, (John Rickman), Southey conoció al ingeniero civil Thomas Telford con quien trabó una profunda amistad. También fue amigo de Bernard Barton. Desde mediados de agosto hasta el 1 de octubre de ese año, Southey acompañó a Telford en una extensa gira por las Highlands escocesas, llevada a cabo en relación con sus proyectos de ingeniería, y mantuvo un diario reflejando sus observaciones. Fue publicado póstumamente en 1929 como Diario de una excursión por Escocia en 1819. 
En 1838, murió Edith, y Southey se casó de nuevo con Caroline Anne Bowles, una poetisa. Muchos de sus poemas aún se leen por los escolares británicos, siendo los más conocidos The Inchcape Rock y After Blenheim (posiblemente uno de los primeros poemas pacifistas o antibélicos); es asimismo autor de una muy divulgada versión inglesa del cuento popular Ricitos de oro y los tres osos.

## Obras
- Fall of Robespierre (1794)
- Joan of Arc: An Epic Poem (1796)

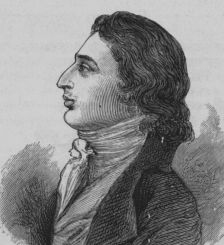
Robert Southey

- Icelandic poetry or The Edda of Sæmund, con Amos Simon Cottle (1797)
- Poems (1797-99)
- Letters from Spain (1797)
- Saint Patrick's Purgatory (1798)
- After Blenheim (1798)
- Devil's Thoughts (1799)
- The Old Man's Comforts and How He Gained Them (1799)
- Thalaba the Destroyer (1801). Poema épico de asunto árabe
- The Inchcape Rock (1802)
- Amadis de Gaula (1803). Traducción
- Madoc (1805)
- Metrical Tales and Other Poems (1805)
- Letters from England (1807)
- Palmerin of England (1807). Traducción
- Chronicle of the Cid (1808). Traducción.
- History of Brazil. Volume I (1810)
- The Curse of Kehama (1810). Sobre una tradición india
- The Life of Nelson (1813). Panegírico del héroe nacional
- Roderick, the Last of the Goths (1814)
- The Poet's Pilgrimage to Waterloo (1816)
- The Lay of the Laureate: Carmen Nuptiale (1816)
- Wat Tyler: A Dramatic Poem (1817). Drama revolucionario de sus primeros días literarios publicado sin su permiso
- A Letter to William Smith Esq MP (1817)
- Journal of a Tour in Scotland in 1819 (1929, póstumo)
- The Life of Wesley, and the rise and progress of Methodism (c. 1820)
- The expedition of Orsua: and the crimes of Aguirre (1821)
- History of the Peninsular War (1821)
- A Vision of Judgment (1821)
- Life of Cromwell (1821)
- The Book of the Church (1824)
- A Tale of Paraguay (1825)
- Thomas More (1829)
- The Pilgrim's Progress with a Life of John Bunyan (1830)
- Essays, Moral and Political (1832)
- Cowper (1833)
- Lives of the British Admirals (1833)
- The Doctors (1834). Incluye la primera versión del cuento Ricitos de oro y los tres osos.
- Select Lives of Cromwell and Bunyan (1846)

## Curiosidades
- En 1799, tanto Southey como Coleridge se vieron involucrados en experimentos tempranos con óxido nitroso (el «gas de la risa») desarrollados por Humphry Davy.[2]

- En 1808, usó el seudónimo Don Manuel Álvarez Espriella para escribir las Letters From England, un relato de un viaje por el país, supuestamente desde la perspectiva de un extranjero.

- Lord Byron escribió una dedicatoria burlesca a su célebre poema narrativo, Don Juan dirigida a Southey, pues Byron despreciaba tanto su estilo poético como sus opiniones políticas conservadoras. Igualmente, hay un retrato satírico de Southey en el poema byroniano 'The Vision of Judgment', que es una parodia del 'A Vision of Judgment' de Southey.

- Lewis Carroll también parodió a Southey: «You Are Old, Father William» en Alicia en el país de las maravillas es una parodia de «The Old Man's Comforts and How He Gained Them».